# Вески Нероновські
Вески Нероновські (рос. Вески Нероновские) — присілок в Калязінському районі Тверської області Російської Федерації.
Населення становить 38 осіб. Входить до складу муніципального утворення Старобісловське сільське поселення.

## Історія
Від 2005 року входило до складу муніципального утворення Старобісловське сільське поселення.

## Населення
| 2010 |
| ---- |
| 38   |